# سالي فيليبس
سالي فيليبس (بالإنجليزية: Sally Phillips)‏ (و. 1970 – م) هي ممثلة هزلية، وكاتبة سيناريو، وممثلة، من المملكة المتحدة، ولدت في هونغ كونغ.

## التعليم
تعلمت في كلية نيو كوليج، وWycombe Abbey ‏.

## وصلات خارجية
- سالي فيليبس على موقع IMDb (الإنجليزية)
- سالي فيليبس على موقع روتن توميتوز (الإنجليزية)
- سالي فيليبس على موقع ألو سيني (الفرنسية)
- سالي فيليبس على موقع ميوزك برينز (الإنجليزية)
- سالي فيليبس على موقع ديسكوغز (الإنجليزية)
- سالي فيليبس على موقع قاعدة بيانات الفيلم (الإنجليزية)